# Rhizophobates shimojanai
Rhizophobates shimojanai är en kvalsterart som beskrevs av Kohji Karasawa och Aoki 2005. Rhizophobates shimojanai ingår i släktet Rhizophobates och familjen Selenoribatidae. Inga underarter finns listade i Catalogue of Life.